# Trigonoptera ornata
Trigonoptera ornata là một loài bọ cánh cứng trong họ Cerambycidae.